# Liu Yuan (homme politique)
Pour les articles homonymes, voir Liu et Liu Yuan.
Liu Yuan (刘源, Liú Yuán, né en 1951) est un homme politique chinois, fils de Wang Guangmei et de Liu Shaoqi ancien président de la République populaire de Chine de 1959 à 1968. Liu Yuan est, depuis 2010,  commissaire politique du Département Général de la Logistique de l'Armée populaire de libération.

## Biographie
Né en 1951, Liu Yuan grandi à Pékin où il étudie l'histoire à l'Université Normale de Beijing. Puis, âgé de 37 ans, il  commence une carrière politique en devenant gouverneur de la province du Henan, le plus jeune à l'époque.
Liu Yuan rejoint l'Armée populaire de libération en 1992 et acquiert une réputation en se montrant « ferme dans ses convictions, ayant la tête sur les épaules tout en étant ouvert d'esprit ».
En 2003, il devient vice-commissaire politique du Département de la Logistique de l'APL, avec le rang de lieutenant-général.
Liu Yuan est nommé général de l'Armée populaire de libération en 2009, puis commissaire politique du Département Général de la Logistique de l'Armée populaire de libération.
En 2012, il est écarté de la nomination à la direction collégiale de l'APL du fait de ses liens avec Bo Xilai.

## Ouvrage
Liu Yuan a publié avec sa mère Wang Guangmei, un ouvrage à la mémoire de son père décédé en prison pendant la Révolution culturelle en 1969 ;  Le Liu Shaoqi que vous ne connaissez pas, ( Édition du Peuple du Henan) .